# 24 Horas de Le Mans de 1974
As 24 Hours of Le Mans de 1974 foi o 42º grande prêmio automobilístico das 24 Horas de Le Mans, tendo acontecido nos dias 15 e 16 de junho 1974 em Le Mans, França, no autódromo francês, Circuit de la Sarthe.

## Resultados Finais

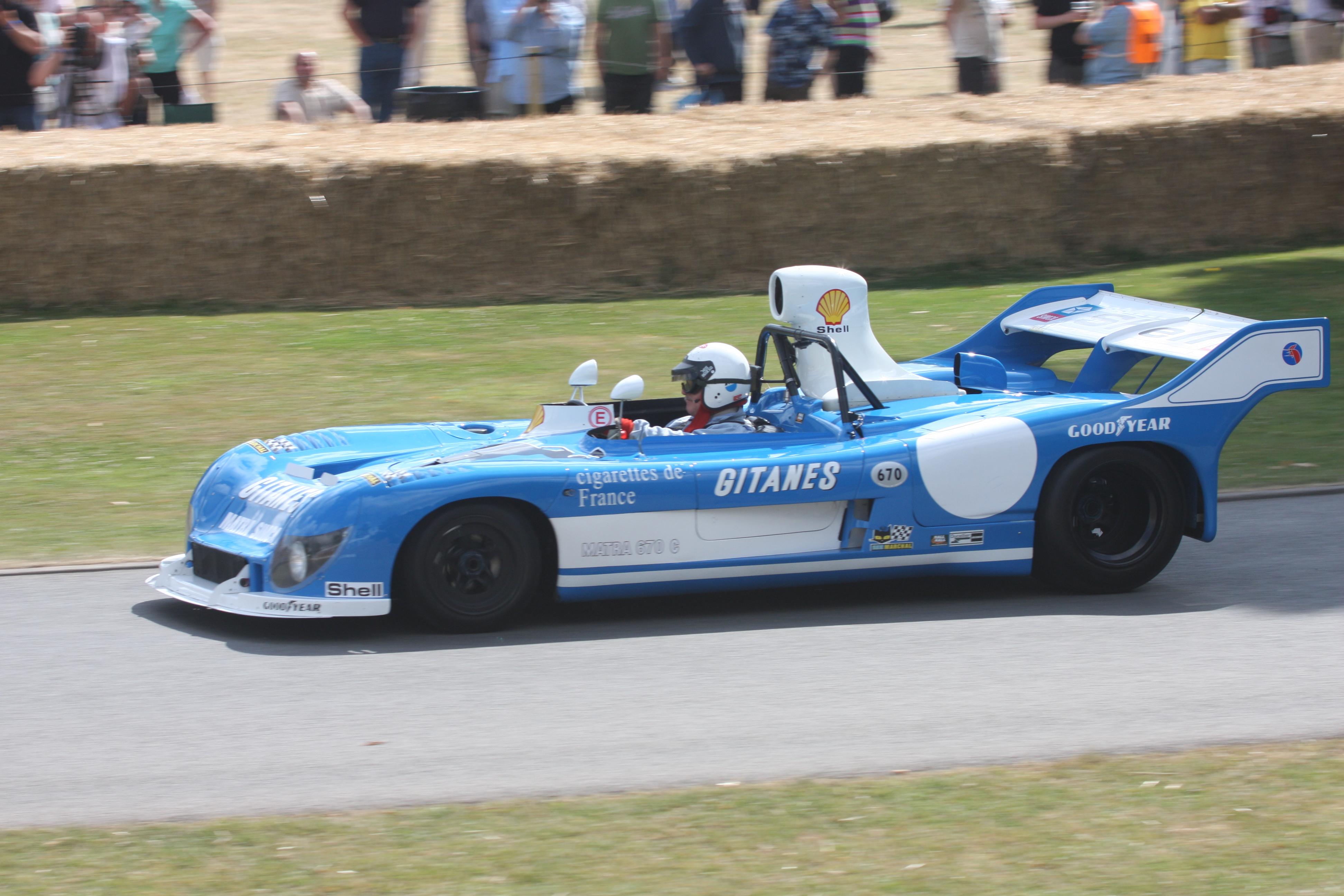
Matra MS670C. Com esta versão Henri Pescarolo e Gérard Larrousse conquistaram a classificação geral.

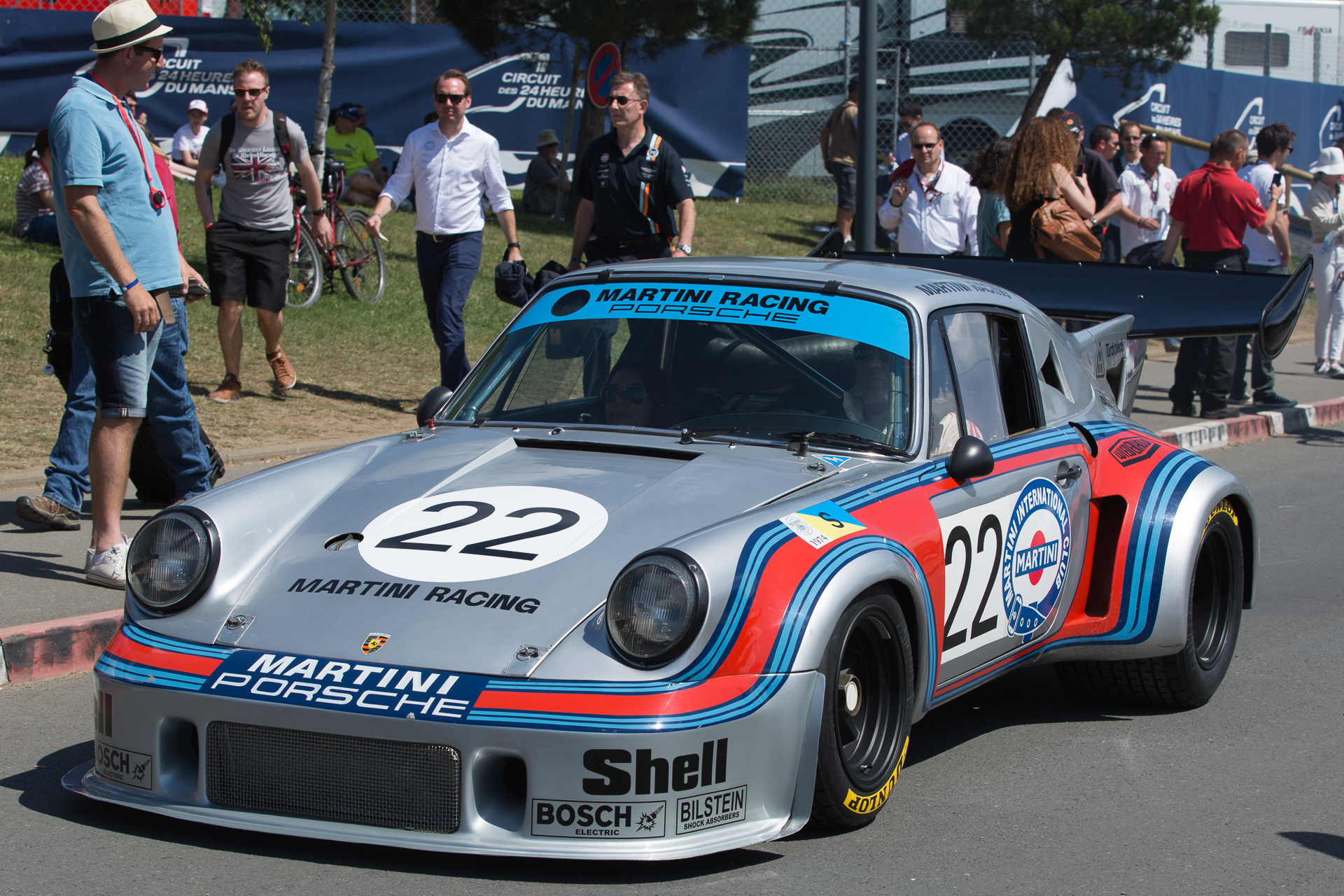
1. 22 Porsche 911 Carrera RSR Turbo

| Pos    | Class | Nº | Equipe                       | Pilotos                                               | Chassis                       | Motor                      | Voltas |
| ------ | ----- | -- | ---------------------------- | ----------------------------------------------------- | ----------------------------- | -------------------------- | ------ |
| 1      | S 3.0 | 7  | Équipe Gitanes               | Henri Pescarolo Gérard Larrousse                      | Matra-Simca MS670C            | Matra 3.0L V12             | 337    |
| 2      | S 3.0 | 22 | Martini Racing Team          | Gijs van Lennep Herbert Müller                        | Porsche 911 Carrera RSR Turbo | Porsche 2.1L Turbo Flat-6  | 331    |
| 3      | S 3.0 | 9  | Équipe Gitanes               | Jean-Pierre Jabouille François Migault                | Matra-Simca MS670C            | Matra 3.0L V12             | 324    |
| 4      | S 3.0 | 11 | Gulf Research Racing Co.     | Derek Bell Mike Hailwood                              | Mirage GR7                    | Ford Cosworth DFV 3.0L V8  | 317    |
| 5      | GT    | 71 | Raymond Touroul              | Cyril Grandet Dominique Bardini                       | Ferrari 365 GTB/4             | Ferrari 4.4L V12           | 313    |
| 6      | GT    | 54 | North American Racing Team   | Dave Heinz Alain Cudini                               | Ferrari 365 GTB/4             | Ferrari 4.4L V12           | 312    |
| 7      | GT    | 66 | Porsche Club Romand          | Bernard Chenevière Peter Zbinden Michel Dubois        | Porsche 911 Carrera RSR       | Porsche 3.0L Flat-6        | 312    |
| 8      | S 3.0 | 15 | Automobiles Ligier           | Jacques Laffite Alain Serpaggi                        | Ligier JS2                    | Maserati 3.0L V6           | 310    |
| 9      | S 3.0 | 1  | North American Racing Team   | Teodoro Zeccoli Jean-Claude Andruet                   | Ferrari 312P                  | Ferrari 3.0L V12           | 298    |
| 10     | GT    | 70 | ASA Cachia                   | Raymound Touroul Henri Cachia Dennis Rua              | Porsche 911 Carrera RSR       | Porsche 3.0L Flat-6        | 288    |
| 11     | GT    | 56 | North American Racing Team   | Christian Ethuin Lucien Guitteny                      | Ferrari 365 GTB/4             | Ferrari 4.4L V12           | 285    |
| 12     | GT    | 69 | Lucien Negeotte              | Lucien Negeotte Jean-Pierre Laffeach                  | Porsche 911 Carrera RSR       | Porsche 3.0L Flat-6        | 276    |
| 13     | GT    | 59 | Pierre Mauroy                | Anne-Charlotte Verney Pierre Mauroy Martine Rénier    | Porsche 911 Carrera RSR       | Porsche 3.0L Flat-6        | 276    |
| 14     | GT    | 63 | Jean-Claude Lagniez          | Jean-Claude Lagniez Gérard Meo                        | Porsche 911 Carrera RSR       | Porsche 3.0L Flat-6        | 274    |
| 15     | T     | 86 | Jean-Claude Aubriet          | Jean-Claude Aubriet "Depnic"                          | BMW 3.0CSL                    | BMW 3.5L I6                | 269    |
| 16     | GT    | 57 | Marcel Mignot                | Marcel Mignot Harry Jones                             | Ferrari 365 GTB/4             | Ferrari 4.4L V12           | 266    |
| 17     | S 2.0 | 30 | "Christine" - Écurie Seiko   | Christine Beckers Yvette Fontaine Marie Laurent       | Chevron B23                   | Ford Cosworth FVC 2.0L I4  | 265    |
| 18     | GT    | 51 | Henri Greder                 | Henri Greder Marie-Claude Charmasson                  | Chevrolet Corvette            | Chevrolet 7.0L V8          | 253    |
| 19     | S 3.0 | 65 | Christian Poirot             | Christian Poirot Jean Rondeau                         | Porsche 908/2                 | Porsche 3.0L Flat-8        | 251    |
| 20     | GT    | 73 | Paul Blancpain Toad Hall     | Michael Keyser Milt Minter Paul Blancpain             | Porsche 911 Carrera RSR       | Porsche 3.0L Flat-6        | 246    |
| 21 NC  | S 3.0 | 25 | Mazda Automotive             | Yasuhiro Okamoto Harukuni Takahashi Yojiro Terada     | Sigma MC74                    | Mazda 12A 1.2L 2-Rotor     | 155    |
| 22 DNF | GT    | 72 | Polifac Gelo Racing Team     | Franz Pesch Jürgen Barth                              | Porsche 911 Carrera RSR       | Porsche 3.0L Flat-6        | 232    |
| 23 DNF | GT    | 62 | Ecurie Francorchamps         | Hughes de Fierlandt Richard Bond                      | Porsche 911 Carrera RSR       | Porsche 3.0L Flat-6        | 227    |
| 24 DNF | GT    | 67 | Porsche Club Romand          | William Vollery Eric Chapuis Roger Dorchy             | Porsche 911 Carrera RSR       | Porsche 3.0L Flat-6        | 225    |
| 25 DNF | S 2.0 | 44 | Gérard Cuynet                | Gérard Cuynet Yves Evrard Jean-Louis Gama             | Porsche 910                   | Porsche 2.0L Flat-6        | 143    |
| 26 DNF | T     | 90 | Shark Team                   | Jean-Claude Guérie Serge Godard Dominique Fornage     | Ford Capri RS                 | Ford 3.0L V6               | 186    |
| 27 DNF | S 2.0 | 43 | Racing Organisation Course   | Robert Mieusset Fred Stalder François Sérvanin        | Lola T292                     | ROC-Chrysler 2.0L I4       | 145    |
| 28 DNF | S 3.0 | 10 | Alain de Cadenet             | Chris Craft John Nicholson                            | De Cadenet LM                 | Ford Cosworth DFV 3.0L V8  | 168    |
| 29 DNF | GT    | 64 | Polifac Gelo Racing Team     | Georg Loos Clemens Schickentanz                       | Porsche 911 Carrera RSR       | Porsche 3.0L Flat-6        | 134    |
| 30 DNF | T     | 87 | BMW Jolly Club               | Manfred Mohr Martino Finotto Carlo Facetti            | BMW 3.0CSL                    | BMW 3.5L I6                | 155    |
| 31 DNF | GT    | 61 | Robert Buchet                | Claude Ballot-Léna Vic Elford                         | Porsche 911 Carrera RSR       | Porsche 3.0L Flat-6        | 117    |
| 32 DNF | S 3.0 | 17 | Ortega Ecuador Marlboro Team | Fausto Merello Guillermo Ortega Lothar Ranft          | Porsche 908/2                 | Porsche 3.0L Flat-8        | 122    |
| 33 DNF | S 3.0 | 6  | Équipe Gitanes               | Jean-Pierre Beltoise Jean-Pierre Jarier               | Matra-Simca MS680             | Matra 3.0L V12             | 104    |
| 34 DNF | S 3.0 | 8  | Équipe Gitanes               | Jean-Pierre Jaussaud Bob Wollek José Dolhem           | Matra-Simca MS670B            | Matra 3.0L V12             | 120    |
| 35 DNF | S 3.0 | 14 | Automobiles Ligier           | Guy Chasseuil Michel Leclère                          | Ligier JS2                    | Maserati 3.0L V6           | 82     |
| 36 DNF | S 3.0 | 28 | Michel Dupont Scato          | Heinz Schulthess Michel Lateste                       | Lola T284                     | Ford Cosworth DFV 3.0L V8  | 32     |
| 37 DNF | S 3.0 | 21 | Martini Racing Team          | Helmut Koinigg Manfred Schurti                        | Porsche 911 Carrera RSR Turbo | Porsche 2.1L Turbo Flat-6  | 87     |
| 38 DNF | S 3.0 | 46 | Rebaque-Rojas Racing Team    | Guillermo Rojas Héctor Rebaque                        | Porsche 911 Carrera RSR       | Porsche 3.0L Flat-6        | 60     |
| 39 DNF | GT    | 68 | Samson Kremer Racing         | Hans Heyer Paul Keller Erwin Kremer                   | Porsche 911 Carrera RSR       | Porsche 3.0L Flat-6        | 65     |
| 40 DNF | S 3.0 | 19 | Wicky Racing Team            | André Wicky Jacques Boucard Louis Cosson              | Porsche 908/2                 | Porsche 3.0L Flat-8        | 41     |
| 41 DNF | S 3.0 | 12 | Gulf Research Racing Co.     | Vern Schuppan Reine Wisell                            | Mirage GR7                    | Ford Cosworth DFV 3.0L V8  | 49     |
| 42 DNF | S 2.0 | 23 | Mamers-Grac-Gotti-Meca       | Max Mamers Xavier Lapeyre                             | Grac-Gotti MT20               | Chrysler-Simca JRD 2.0L I4 | 45     |
| 43 DNF | GT    | 58 | Escuderia Montjuich          | Claude Haldi José-Maria Fernandez Jean-Marc Seguin    | Porsche 911 Carrera RSR       | Porsche 3.0L Flat-6        | 43     |
| 44 DNF | GT    | 60 | Louis Meznarie               | Hubert Striebig Helmut Kirschoffer Jean-Louis Chateau | Porsche 911 Carrera RSR       | Porsche 3.0L Flat-6        | 23     |
| 45 DNF | GT    | 52 | Wicky Racing Team            | Max Cohen-Olivar Philippe Carron                      | De Tomaso Pantera             | Ford 5.8L V8               | 16     |
| 46 DNF | S 3.0 | 18 | North American Racing Team   | Jean-Louis Lafosse Giancarlo Gagliardi                | Ferrari 308 GT4               | Ferrari 3.0L V8            | 30     |
| 47 DNF | S 2.0 | 27 | Michel Dupont Scato          | Michel Dupont Gregor Fischer Daniel Brillat           | Chevron B23/26                | Ford Cosworth BDG 1.8L I4  | 3      |
| 48 DNF | S 3.0 | 31 | Écurie Tibidabo              | Francisco Torredemer Juan Fernandez Bernard Tramont   | Porsche 908/3                 | Porsche 3.0L Flat-8        | 12     |
| 49 DNF | GT    | 55 | North American Racing Team   | Jean-Pierre Paoli Alain Couderc                       | Ferrari 365 GTB/4             | Ferrari 4.4L V12           | 4      |

Legenda :DNQ = Não largou - DNF = Abandono - NC = Não classificado - DSQ= Desqualificado